# Eleições estaduais no Ceará em 1970
As eleições estaduais no Ceará em 1970 ocorreram em duas fases conforme previa o Ato Institucional Número Três e assim a eleição indireta do governador César Cals e do vice-governador Humberto Bezerra foi em 3 de outubro e a escolha dos senadores Virgílio Távora e Wilson Gonçalves, 15 deputados federais e 39 estaduais aconteceu em 15 de novembro, sob um receituário válido para os 22 estados e aos territórios federais do Amapá, Rondônia e Roraima.
César Cals nasceu em Fortaleza e ingressou na Escola Militar do Realengo em 1943 formado-se em Engenharia Militar pela Academia Militar das Agulhas Negras e em Engenharia Civil na Universidade Federal do Rio de Janeiro. Coronel reformado do Exército e professor, foi lotado no 23º Batalhão de Caçadores e no Serviço de Obras da 10ª Região Militar. Devido às suas atividades, desenvolveu um vínculo com o setor energético brasileiro e em razão disso trabalhou na Superintendência de Desenvolvimento do Nordeste, dirigiu a Companhia Energética do Piauí, foi conselheiro da Eletrobras e presidente da Companhia Energética do Maranhão. Renunciou à presidência da Companhia Hidrelétrica de Boa Esperança para assumir o Palácio da Abolição e estava filiado à ARENA ao ser escolhido governador do Ceará pelo presidente Emílio Garrastazu Médici em 1970. tendo como vice-governador o deputado federal Humberto Bezerra.
Para fechar o ciclo de poder dos coronéis da política cearense o senador mais votado foi Virgílio Távora. Aluno da Escola Militar do Realengo entrou na política graças ao seu tio, Juarez Távora, e militava na UDN antes de o Regime Militar de 1964 o encaminhar para a ARENA e ao todo em sua carreira política foi Ministro dos Transportes durante o Governo João Goulart no gabinete parlamentarista de Tancredo Neves e em 1962 foi eleito governador do Ceará exercendo atualmente o terceiro mandato de deputado federal. Para a segunda vaga de senador foi reeleito Wilson Gonçalves e estava em curso o mandato de Valdemar Alcântara.

## Resultado da eleição para governador
Em eleição realizada pela Assembleia Legislativa do Ceará o MDB retirou-se do plenário em protesto ao sistema de eleições indiretas e assim apenas a bancada da ARENA participou da eleição. Por ser irmão do vice-governador eleito, o deputado Adauto Bezerra declarou-se impedido de votar.
| Candidatos a governador do estado | Candidatos a vice-governador | Número | Coligação             | Votação | Percentual |
| --------------------------------- | ---------------------------- | ------ | --------------------- | ------- | ---------- |
| César Cals ARENA                  | Humberto Bezerra ARENA       | -      | ARENA (sem coligação) | 44      | 100%       |

## Resultado da eleição para senador
Dados fornecidos pelo Tribunal Regional Eleitoral do Ceará informam a apuração de 1.304.810 votos nominais (73,91%) 399.292 votos em branco (22,62%) e 61.270 votos nulos (3,47%) resultando no comparecimento de 1.765.372 eleitores.
| Candidatos a senador da República | Candidatos a suplente de senador | Número | Coligação             | Votação | Percentual |
| --------------------------------- | -------------------------------- | ------ | --------------------- | ------- | ---------- |
| Virgílio Távora ARENA             | José Dias de Macedo ARENA        | -      | ARENA (sem coligação) | 578.902 | 44,37%     |
| Wilson Gonçalves ARENA            | Uchôa Lima ARENA                 | -      | ARENA (sem coligação) | 407.362 | 31,22%     |
| Figueiredo Correia MDB            | Paulo Sanford MDB                | -      | MDB (sem coligação)   | 318.546 | 24,41%     |

## Deputados federais eleitos
São relacionados os candidatos eleitos com informações complementares da Câmara dos Deputados.

Representação eleita
  ARENA: 12
  MDB: 3

| Deputados federais eleitos | Partido | Votação | Percentual | Cidade onde nasceu | Unidade federativa  |
| Marcelo Linhares           | ARENA   | 54.543  |            | Fortaleza          | Ceará               |
| Paes de Andrade            | MDB     | 44.211  |            | Mombaça            | Ceará               |
| Flávio Marcílio            | ARENA   | 43.550  |            | Picos              | Piauí               |
| Furtado Leite              | ARENA   | 43.537  |            | Santana do Cariri  | Ceará               |
| Manuel Rodrigues           | ARENA   | 38.738  |            | Cariré             | Ceará               |
| Hildebrando Guimarães      | ARENA   | 37.381  |            | Maceió             | Alagoas             |
| Ernesto Valente            | ARENA   | 36.347  |            | Aracati            | Ceará               |
| Osires Pontes              | MDB     | 33.875  |            | Massapê            | Ceará               |
| Álvaro Lins                | MDB     | 33.637  |            | Pedra Branca       | Ceará               |
| Parsifal Barroso           | ARENA   | 32.823  |            | Fortaleza          | Ceará               |
| Leão Sampaio               | ARENA   | 30.773  |            | Barbalha           | Ceará               |
| Edilson Távora             | ARENA   | 27.731  |            | Iguatu             | Ceará               |
| Jonas Carlos               | ARENA   | 26.568  |            | Almino Afonso      | Rio Grande do Norte |
| Ossian Araripe             | ARENA   | 26.467  |            | Crato              | Ceará               |
| Januário Feitosa           | ARENA   | 25.811  |            | Cajazeiras         | Paraíba             |

## Deputados estaduais eleitos
A Assembleia Legislativa do Ceará recebeu trinta e um representantes da ARENA e oito do MDB totalizando 39 deputados estaduais.

Representação eleita
  ARENA: 31
  MDB: 8

| Deputados estaduais eleitos | Partido | Votação | Percentual | Cidade onde nasceu      | Unidade federativa |
| Adauto Bezerra              | ARENA   | 29.116  |            | Juazeiro do Norte       | Ceará              |
| Haroldo Sanford             | ARENA   | 15.140  |            | Camocim                 | Ceará              |
| Mauro Benevides             | MDB     | 14.890  |            | Fortaleza               | Ceará              |
| Gomes da Silva              | ARENA   | 14.454  |            | Uruburetama             | Ceará              |
| Ricardo Pontes              | ARENA   | 14.343  |            | Fortaleza               | Ceará              |
| Leorne Belém                | ARENA   | 13.856  |            | Quixeramobim            | Ceará              |
| Wilson Machado              | MDB     | 13.560  |            | Caririaçu               | Ceará              |
| José Mário Barbosa          | ARENA   | 13.552  |            | Maranguape              | Ceará              |
| Orzete Ferreira Gomes       | ARENA   | 12.610  |            | Acaraú                  | Ceará              |
| Antônio dos Santos          | ARENA   | 12.414  |            | Crateús                 | Ceará              |
| Claudino Sales              | ARENA   | 11.772  |            | Novo Oriente            | Ceará              |
| Chagas Vasconcelos          | MDB     | 11.385  |            | Santana do Acaraú       | Ceará              |
| Júlio Rêgo                  | ARENA   | 11.354  |            | Tauá                    | Ceará              |
| José Prado                  | ARENA   | 11.300  |            | Sobral                  | Ceará              |
| Marconi Alencar             | ARENA   | 11.113  |            | Juazeiro do Norte       | Ceará              |
| Deusimar Lins               | MDB     | 11.090  |            | Pedra Branca            | Ceará              |
| Manuel de Castro            | ARENA   | 10.807  |            | Morada Nova             | Ceará              |
| Cincinato Furtado Leite     | ARENA   | 10.719  |            | Santana do Cariri       | Ceará              |
| Fonseca Coelho              | ARENA   | 10.614  |            | Tamboril                | Ceará              |
| Fernando Melo               | ARENA   | 10.126  |            | Ibiapina                | Ceará              |
| Eufrasino Neto              | MDB     | 10.085  |            | Poranga                 | Ceará              |
| José Batista de Oliveira    | ARENA   | 10.030  |            | Pacatuba                | Ceará              |
| Adelino Alcântara           | ARENA   | 9.984   |            | São Gonçalo do Amarante | Ceará              |
| Edson da Mota Corrêa        | ARENA   | 9.977   |            | Caucaia                 | Ceará              |
| João Viana                  | ARENA   | 9.912   |            | Cedro                   | Ceará              |
| Epitácio Lucena             | ARENA   | 9.874   |            | Iguatu                  | Ceará              |
| Aquiles Peres Mota          | ARENA   | 9.781   |            | Ipueiras                | Ceará              |
| Alceu Coutinho              | ARENA   | 9.780   |            | Independência           | Ceará              |
| Almir Pinto                 | ARENA   | 9.760   |            | Lavras da Mangabeira    | Ceará              |
| João Frederico              | ARENA   | 9.684   |            | Sobral                  | Ceará              |
| Acilon Gonçalves            | ARENA   | 9.368   |            | Aurora                  | Ceará              |
| Franklin Chaves             | ARENA   | 9.350   |            | Fortaleza               | Ceará              |
| Paulo Benevides             | ARENA   | 9.222   |            | Mombaça                 | Ceará              |
| Lourival Banhos             | MDB     | 9.217   |            | Fortaleza               | Ceará              |
| Walter Sá                   | ARENA   | 8.797   |            | Cariré                  | Ceará              |
| Jeová Costa Lima            | ARENA   | 8.783   |            | Itaiçaba                | Ceará              |
| José de Queiroz Ferreira    | ARENA   | 8.779   |            | Beberibe                | Ceará              |
| Castelo de Castro           | MDB     | 8.558   |            | Mombaça                 | Ceará              |
| Irapuan Pinheiro            | MDB     | 8.060   |            | Solonópole              | Ceará              |
| Fonteː                      |         |         |            |                         |                    |